# La llei del silenci
La llei del silenci (títol original en anglès: On the Waterfront) és una pel·lícula dirigida per Elia Kazan l'any 1954. Va rebre 8 Oscars: a la millor pel·lícula, director, actor (Marlon Brando), actriu secundària (Eva Marie Saint), guió, fotografia, direcció artística i muntatge. Està doblada al català.
Kazan sembla justificar-se per la seva denúncia de companys davant del Comitè d'Activitats Antiamericanes -la caça de bruixes promoguda pel senador Joseph McCarthy- amb aquest esplèndid i oscaritzat drama sobre la delació. De fet, els sindicats portuaris que en l'època estaven controlats pels obrers d'esquerres apareixen en la pel·lícula sota el comandament de mafiosos, en una translació gens casual ni innocent. Davant de la por de tots els altres obrers, la figura del delator, Terry Malloy (Marlon Brando), lluny d'aparèixer com un ésser menyspreable s'eleva a nivells heroics.

## Argument[2]
La vida dels estibadors dels molls novaiorquesos és controlada per un mafiós anomenat Johnny Friendly. Terry Malloy, exboxejador a sou, que treballa per a ell, és testimoni i autor indirecte d'alguna de les seves malifetes. Quan coneix Edie Doyle, germana d'una víctima de Friendly, Terry es penedeix, i comença a sentir-se culpable de la vida que porta. Ella el presenta al pare Barrie, que l'anima a acudir als tribunals perquè hi expliqui tot el que sap...

## Repartiment
- Marlon Brando: Terry Malloy
- Karl Malden: el pare Barry
- Eva Marie Saint: Edie Doyle
- Rod Steiger: Charley Malloy
- Lee J. Cobb: Johnny Friendly
- Pat Henning: Timothy J. "Kayo" Dugan
- Leif Erickson: Glover
- James Westerfield: Big Mac
- Tony Galento: Truck
- Rudy Bond: Moose
- John Heldabrand: Mutt
- John Hamilton: "Pop" Doyle
- Tami Mauriello: Tullio
- Arthur Keegan: Jimmy
- Don Blackman: Luke
- Martin Balsam: Gillette
- Abe Simon: Barney

## Premis i nominacions

### Premis[3]
- 1955: Oscar a la millor pel·lícula
- 1955: Oscar al millor director per Elia Kazan
- 1955: Oscar al millor actor per Marlon Brando
- 1955: Oscar a la millor actriu secundària per Eva Marie Saint
- 1955: Oscar al millor guió original per Budd Schulberg
- 1955: Oscar a la millor fotografia per Boris Kaufman
- 1955: Oscar a la millor direcció artística per Richard Day
- 1955: Oscar al millor muntatge per Gene Milford
- 1955: Globus d'Or a la millor pel·lícula dramàtica
- 1955: Globus d'Or al millor director per Elia Kazan
- 1955: Globus d'Or al millor actor dramàtic per Marlon Brando
- 1955: Globus d'Or a la millor fotografia per Boris Kaufman
- 1955: BAFTA al millor actor estranger per Marlon Brando

### Nominacions[3]
- 1954: Lleó d'Or
- 1955: Oscar al millor actor secundari per Lee J. Cobb
- 1955: Oscar al millor actor secundari per Karl Malden
- 1955: Oscar al millor actor secundari per Rod Steiger
- 1955: Oscar a la millor banda sonora per Leonard Bernstein
- 1955: BAFTA a la millor pel·lícula
- 1955: BAFTA a la millor nova promesa per Eva Marie Saint